# Towa Tei

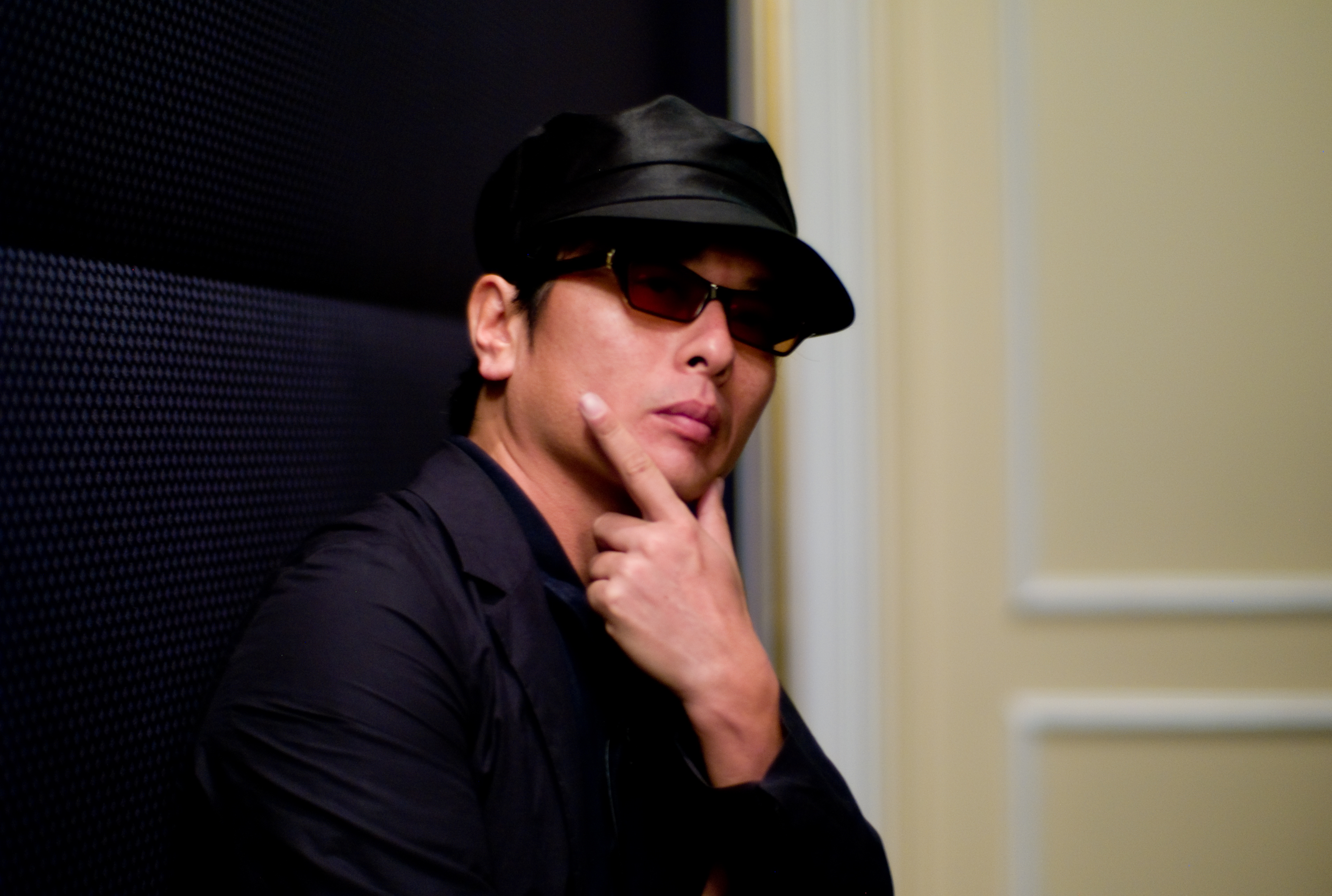
Towa Tei (2007)

Towa Tei (jap. テイ・トウワ, Tei Towa für sinokoreanisch 鄭東和, Chung Dong-hwa; * 7. September 1964 in der Präfektur Tokio) ist ein japanischer DJ.

## Karriere
Tei wurde einer breiteren Öffentlichkeit erstmals 1989 mit der Produktion des Albums Done by the Forces of Nature des New Yorker Hip-Hop-Trios Jungle Brothers bekannt.
Im Jahr darauf wurde er als Mitglied des New Yorker Underground-Trios Deee-Lite ein internationaler Star. Die Debütsingle Groove Is in the Heart eroberte weltweit die Hitparaden und gilt heute als Klassiker. Nach zwei Alben verließ Towa Tei die Band und begann an Soloprojekten zu arbeiten.
Sein Debütalbum Future Listening! erschien 1995 und ist eine Mixtur aus elektronischer Tanzmusik mit Bossa Nova- und Jazzelementen. Es belegt den 59. Platz auf Rolling Stone Japan's "100 Greatest Japanese Rock Albums of All Time". Drei weitere Alben folgten 1998, 1999 und 2004.

## Diskografie

### Alben
- 1994: Future Recall!
- 1995: Future Recall 2
- 1995: Future Listening!
- 1997: Stupid Fresh
- 1998: Sound Museum
- 1999: Sweet Robots Against the Machine
- 1999: Last Century Modern
- 2000: Lost Control Mix
- 2000: Lost Control Mix 2
- 2002: Towa Tei / Best
- 2003: Best Korea
- 2004: Motivation-Songs for Make Up
- 2004: Motivation-Driving Sweets
- 2005: Motivation3
- 2005: Motivation4 -Dusty Dance Halls
- 2005: Flash
- 2007: Motivation Five
- 2009: Big Fun
- 2011: Sunny
- 2013: Lucky
- 2015: Cute
- 2017: EMO
- 2021: Super Crooks
- 2021: LP
- 2023: Zoundtracks
- 2023: Touch

### Singles
- 1995: Technova
- 1995: Luv Connection
- 1998: Butterfly
- 1998: GBI: German Bold Italic
- 1999: Let Me Know
- 2000: Mars
- 2001: Funkin’ For Jamaica
- 2006: Koi no Upload
- 2008: A.O.R.
- 2008: Mind Wall
- 2009: Taste of You
- 2010: Marvelous
- 2011: The Burning Plain
- 2013: Licht
- 2013: Radio
- 2013: Apple
- 2013: Hold Me Tighter in the Rain
- 2014: 18
- 2014: Chaise Longue
- 2015: Heaven
- 2015: Cul de Sac
- 2015: Sound of Music
- 2017: Brand New Emo